# Aaron M. Bauer
Aaron Matthew Bauer (* 27. Juni 1961 in New York City) ist ein US-amerikanischer Herpetologe.
Bauer studierte Geschichte und Zoologie an der Michigan State University mit dem Bachelor-Abschluss 1982 und wurde 1986 an der University of California, Berkeley, in Zoologie promoviert. Als Post-Doktorand war er an der University of Calgary tätig und ab 1988 an der Villanova University, an der er Professor für Biologie ist, mit voller Professur seit 1995. Außerdem ist er außerordentlicher Professor an der Universität Stellenbosch und Research Associate des National Museum of Natural History, der Abteilung Herpetologie der California Academy of Sciences und des Museum of Comparative Zoology in Harvard.
Zu seinem Schaffen zählen über 585 wissenschaftliche Veröffentlichungen über Systematik, Evolution, Paläontologie, Ökologie und Biogeographie von Reptilien, besonders Eidechsen. Er befasst sich auch mit Geschichte der Herpetologie und war zu Feldstudien in Namibia, Südafrika, Angola, Australien, Neukaledonien, Indien und Malaysia.
Er ist der Erstbeschreiber von über 150 Arten von Reptilien.
Er war Präsident der Herpetological Association of Africa und der Herpetologists League (2000/01), Generalsekretär des World Congress of Herpetology und ist Präsident der Society for the Study of Amphibians and Reptiles. Des Weiteren war er im Rat der American Society of Ichthyologists and Herpetologists.

## Dedikationsnamen
Nach Aaron M. Bauer sind vier Geckoarten benannt, darunter Cnemaspis baueri (2003 durch Indraneil Das und Larry Lee Grismer), Dixonius aaronbaueri (2009 durch Ngô Văn Trí und Thomas Ziegler), Gekko aaronbaueri (2015 durch Ngô Văn Trí, Pham Hong Thai, Anorath Primvohan, Patrick David und Alexandre Teynié) sowie Hemidactylus aaronbaueri (2008 durch Varad Bhagwan Giri).